# Matilda Lutz
Matilda Anna Ingrid Lutz, född 28 januari 1991 i Milano, är en italiensk skådespelare.
Lutz har bland annat medverkat i TV-serierna Medici och Briganti: Jakten på guld. Hon har även medverkat i filmen Reptile.

## Filmografi (i urval)

### Filmer
- 2017 – Rings
- 2017 – Revenge
- 2019 – The Divorce Party
- 2021 – En klassisk skräckfilm
- 2021 – Zone 414
- 2023 – Reptile
- 2025 – Red Sonja

### TV-serier
- 2013 – Crossing Lines (TV-serie)
- 2018 – Medici (TV-serie)
- 2024 – Briganti: Jakten på guld (TV-serie)